# オグチュル島
オグチュル島（オグチュルとう、アレウト語: Uxchalux）とは、アリューシャン列島フォックス諸島を構成する一つの島である。

## 地理
ウムナック島の南、約7kmに位置している。島内に、池がある。